# 3DLabs P20
Die 3DLabs P20 VPU (Visual Processing Unit), auch bekannt als 3DLabs Wildcat Realizm VPU, ist der Nachfolger des 3DLabs P10 und ein ebenfalls voll programmierbarer Grafikprozessor. 3DLabs verwendete diesen Grafikchip ausschließlich auf Grafikkarten der Wildcat Realizm Serie.

## Features
Der P20 bietet Virtual Texturing und kann somit 16 GB virtuellen Speicher adressieren. Außerdem verfügt er über ein 256 Bit Speicherinterface.
Der Chip unterstützt DirectX 9.0c mit Vertex-Shader 2.0 und Pixel-Shader 3.0 sowie OpenGL 2.0.